# Grand Central Madison
Grand Central Madison – wybudowany poniżej poziomu zabytkowego dworca Grand Central Terminal i oddany do użytku 25 stycznia 2023 roku dworzec kolejowy sieci Long Island Rail Road (LIRR) w środkowej części Manhattanu w Nowym Jorku. Stacja powstała celem zapewnienia pasażerom Long Island Rail Road bezpośredniego dojazdu do wschodniej części Manhattanu.